# Shannon Dunn
Shannon M. Dunn-Downing (* 26. November 1972 in Arlington Heights, Illinois) ist eine ehemalige US-amerikanische Snowboarderin. Sie startete vor allem in der Disziplin Halfpipe. Bei den Olympischen Winterspielen 1998 gewann sie die Bronzemedaille, womit sie die erste US-amerikanische Medaillengewinnerin im Snowboard wurde.

## Werdegang
Bereits 1989 gewann Dunn den Halfpipe-Wettbewerb der Rocky Mountain Amateur Series in Silver Creek. Ihr internationales Debüt gab sie im Jahr 1990. Dunn gewann sowohl 1993 als auch 1994 die nationalen Meisterschaften. Im Snowboard-Continental-Cup feierte Dunn insgesamt sieben Siege. Im Snowboard-Weltcup erreichte sie im Dezember 1997 im kanadischen Whistler ihren einzigen Weltcup-Sieg.
Bei den X-Games erreichte Dunn viermal das Podest. Dabei konnte sie 1997 die Goldmedaille in der Halfpipe sowie 2001 in der Superpipe gewinnen. Nachdem sie auch im Slopestyle Silber errang, gewann sie 2001 sogar die X-Games-Gesamtwertung. Bei den Olympischen Winterspielen 1998 in Nagano gewann Dunn die Bronzemedaille hinter Nicola Thost und Stine Brun Kjeldaas, womit sie die erste US-amerikanische Medaillengewinnerin im Snowboard wurde. Vier Jahre später belegte sie bei den Olympischen Winterspielen 2002 in Park City den fünften Rang.
Nach der Geburt ihres zweiten Sohnes gab Dunn-Downing ihr Karriereende bekannt. Im Jahr 2006 wurde sie in die Hall of Fame im Colorado Snowsports Museum aufgenommen. Dunn-Downing ist Mitbegründerin der Wohltätigkeitsorganisation „Boarding for Breast Cancer“.
2022 wurde Dunn-Downing in die U.S. Ski and Snowboard Hall of Fame aufgenommen.

## Persönliches
Im Jahr 1999 heiratete Dunn Dave Downing und heißt seither Shannon Dunn-Downing. Das Paar hat zusammen zwei Söhne (* 2003, * 2004).
Sie studierte Kinesiologie an der Universität Chicago.

## Erfolge

### Weltcup-Siege im Einzel
| Nr. | Datum             | Ort      | Disziplin |
| --- | ----------------- | -------- | --------- |
| 01. | 13. Dezember 1997 | Whistler | Halfpipe  |

### Continental-Cup-Siege im Einzel
| Nr. | Datum             | Ort                | Disziplin |
| --- | ----------------- | ------------------ | --------- |
| 01. | 21. Dezember 1996 | Sugarloaf          | Halfpipe  |
| 02. | 5. Januar 1997    | Snowmass           | Halfpipe  |
| 03. | 19. Dezember 1998 | Mount Bachelor     | Halfpipe  |
| 04. | 10. Januar 1999   | Copper Mountain    | Halfpipe  |
| 05. | 11. Dezember 1999 | Mammoth            | Halfpipe  |
| 06. | 9. Januar 2000    | Breckenridge       | Halfpipe  |
| 07. | 11. Februar 2000  | Northstar at Tahoe | Halfpipe  |

## Statistik

### Teilnahmen an Olympischen Winterspielen
| Jahr und Ort                  | Halfpipe |
| ----------------------------- | -------- |
| 1998 Nagano/Konbayashi        | 03.      |
| 2002 Salt Lake City/Park City | 05.      |

### Weltcup-Platzierungen
| Saison  | Gesamtweltcup | Punkte | Halfpipe | Punkte |
| ------- | ------------- | ------ | -------- | ------ |
| 1997/98 | 66.           | 0125   | 26.      | 0600   |
| 1998/99 | 67.           | 0100   | 19.      | 0800   |
| 2000/01 | 90.           | 0067   | 37.      | 1000   |